# Philip Henry Delamotte

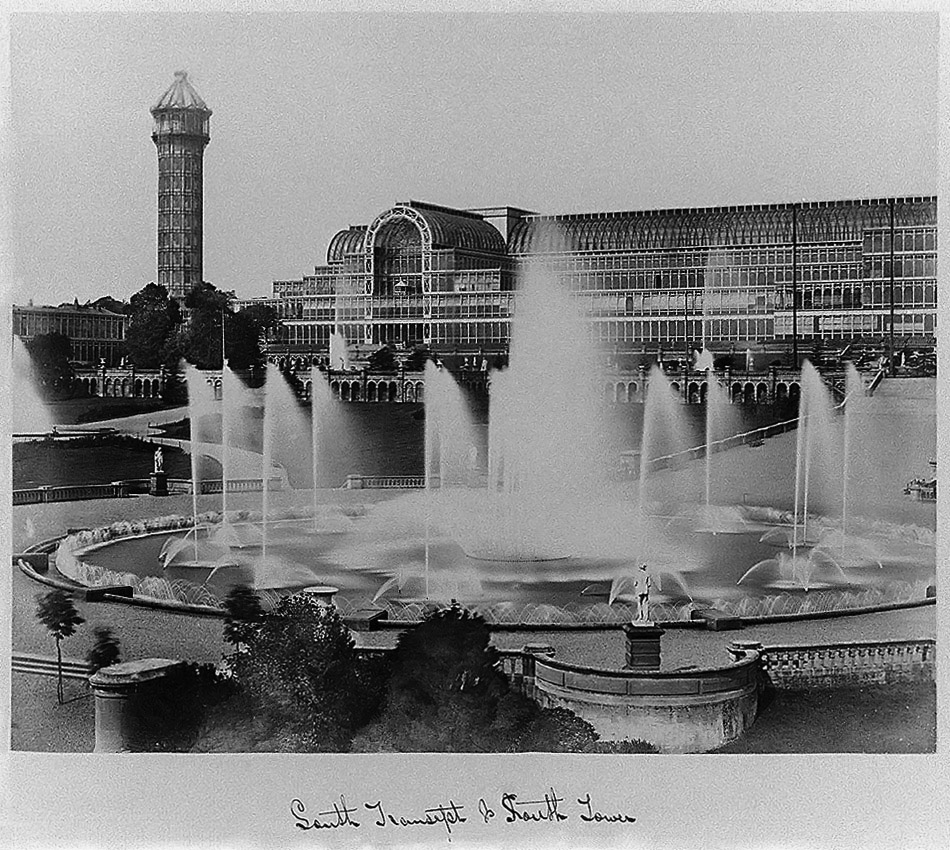
Fontány u Křišťálového paláce v Sydenhamu

Philip Henry Delamotte (21. dubna 1821 – 24. února 1889) byl britský fotograf a ilustrátor známý svými fotografickými snímky Křišťálového paláce z roku 1854.

## Život a dílo
Delamotte se narodil 21. dubna 1821 na Royal Military College, v Sandhurstu, jako syn Marie a Williama Alfreda Delamottových. Dne 4. srpna 1846 se v Paddingtonu oženil s dcerou farmáře Ellenou Marií George. Manželský pár měl syna a pět dcer, z nichž čtvrtá – Constance George – se v roce 1887 vdala za byznysmena a filantropa Henryho Charlese Bonda. Philip Delamotte se stal umělcem a profesorem kresby a výtvarného umění na King's College v Londýně.
Delamotte zemřel 24. února 1889 ve věku 67 let v domě svého zetě Henryho Bonda v Bromley.

### Technika
Delamotte už na konci 40. let 19. století patřil mezi etablované fotografy, kteří ovládali techniku mokrého kolodiového procesu, stejně tak ovládal portrétní fotografii a metodu ušlechtilých tisků. Od Talbota získal oprávnění používat jeho patentovaný princip kalotypie.
V roce 1853 vydal fotografickou příručku The Practice of Photography, ve které podrobně popsal fotografické procesy Talbota, Gustava Le Graye, Josepha Cundalla, Hugha Welche Diamonda a řady dalších. V roce 1856 vynalezl jeho přítel John Dillwyn Llewelyn vlastní oxymelový proces, který umožnil uchovávat mokré kolodiové negativy mnoho dní.

### Témata
Delamotte byl jedním z prvních fotografů, kteří se věnovali systematické dokumentaci veřejné infrastruktury. Jeho hlavními motivy byly mosty, železnice, veřejné budovy nebo náměstí.
V roce 1977 byla jeho fotografická díla vystavena na výstavě documenta 6 v Kasselu v oddělení 150 let fotografie.

### Křišťálový palác
Byl pověřen, aby zaznamenával demontáž Křišťálového paláce rok po Světové výstavě 1851, a jeho rekonstrukci a rozšíření u Sydenhamu. Projekt skončil v roce 1854. Jeho fotografický záznam o událostech je jedním z nejlepších archivů výstavby budovy a snímky byly publikovány v několika knihách. Patřili k nim některé z prvních knih v historii, ve kterých byly publikovány fotografické tisky. On a Roger Fenton byli mezi prvními umělci, kteří využívali fotografii jako způsob zaznamenávání důležitých události po vynálezu kalotypie. Oba byli zakládajícími členy Královské fotografické společnosti. Veřejný archiv anglického dědictví English Heritage obsahuje vzácné album 47 fotografií, které zachycují budovu a exponáty z roku 1859.

## Galerie

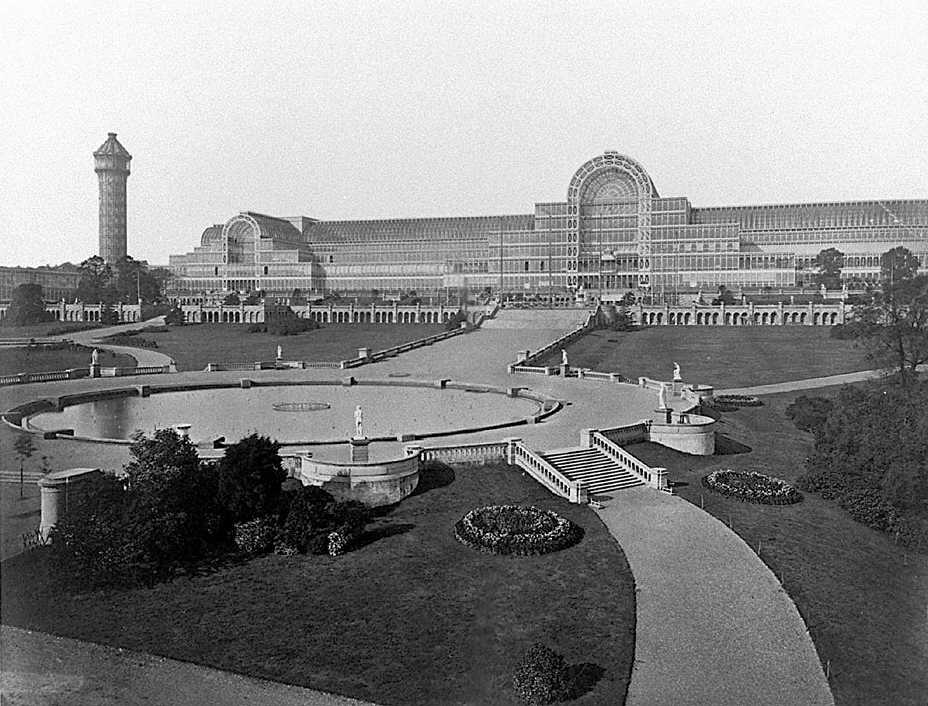
Křišťálový palác v Sydenhamu.
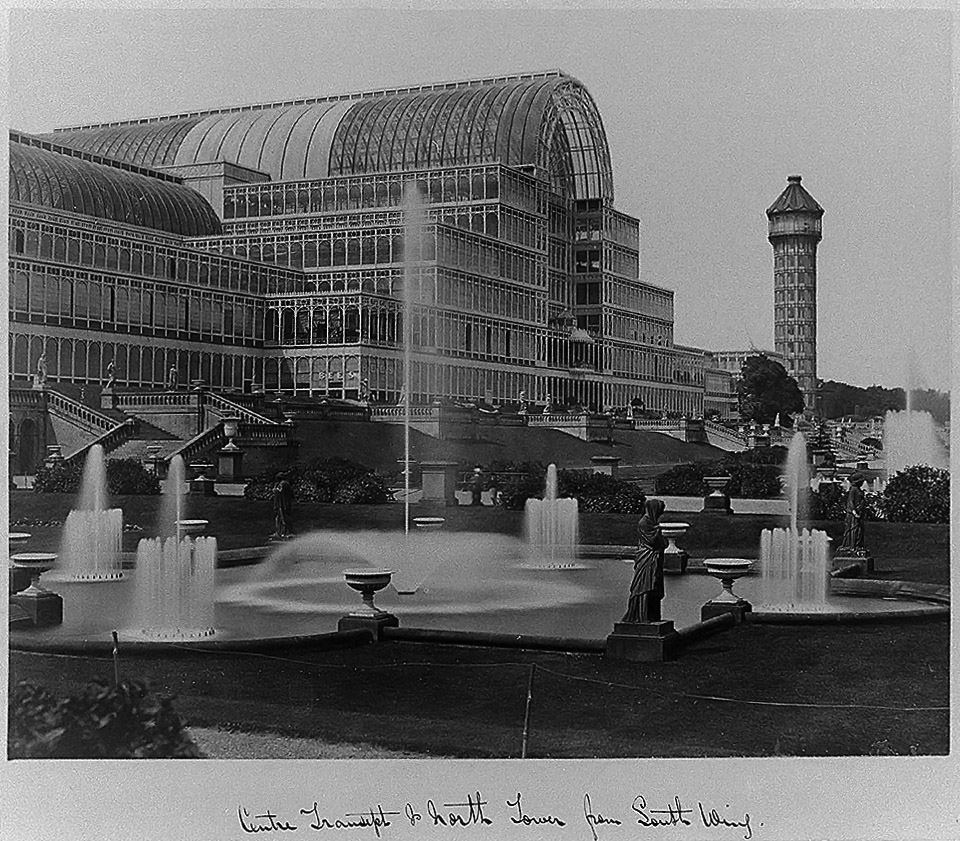
Detailní záběr na Křišťálový palác
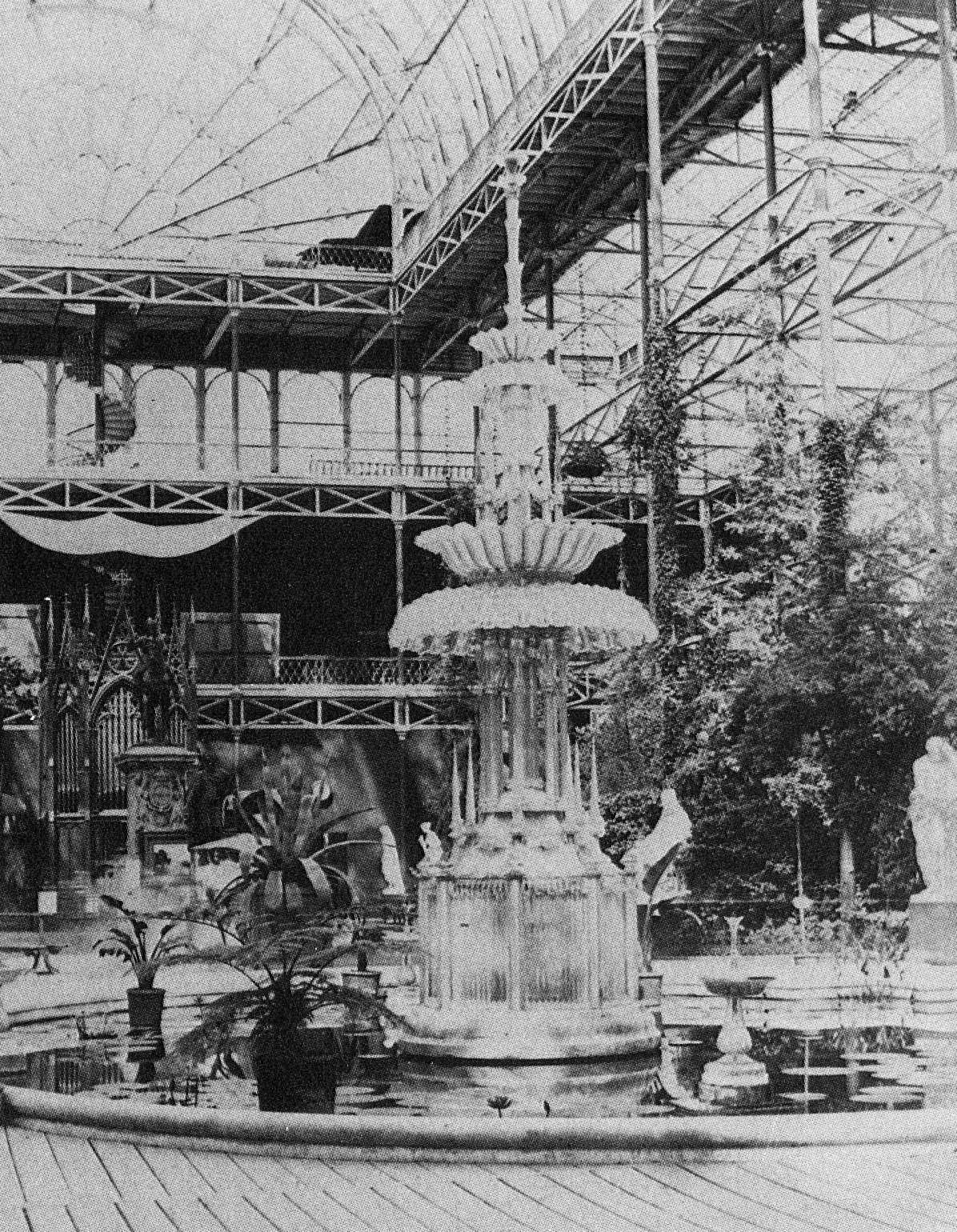
Pohled na interiér
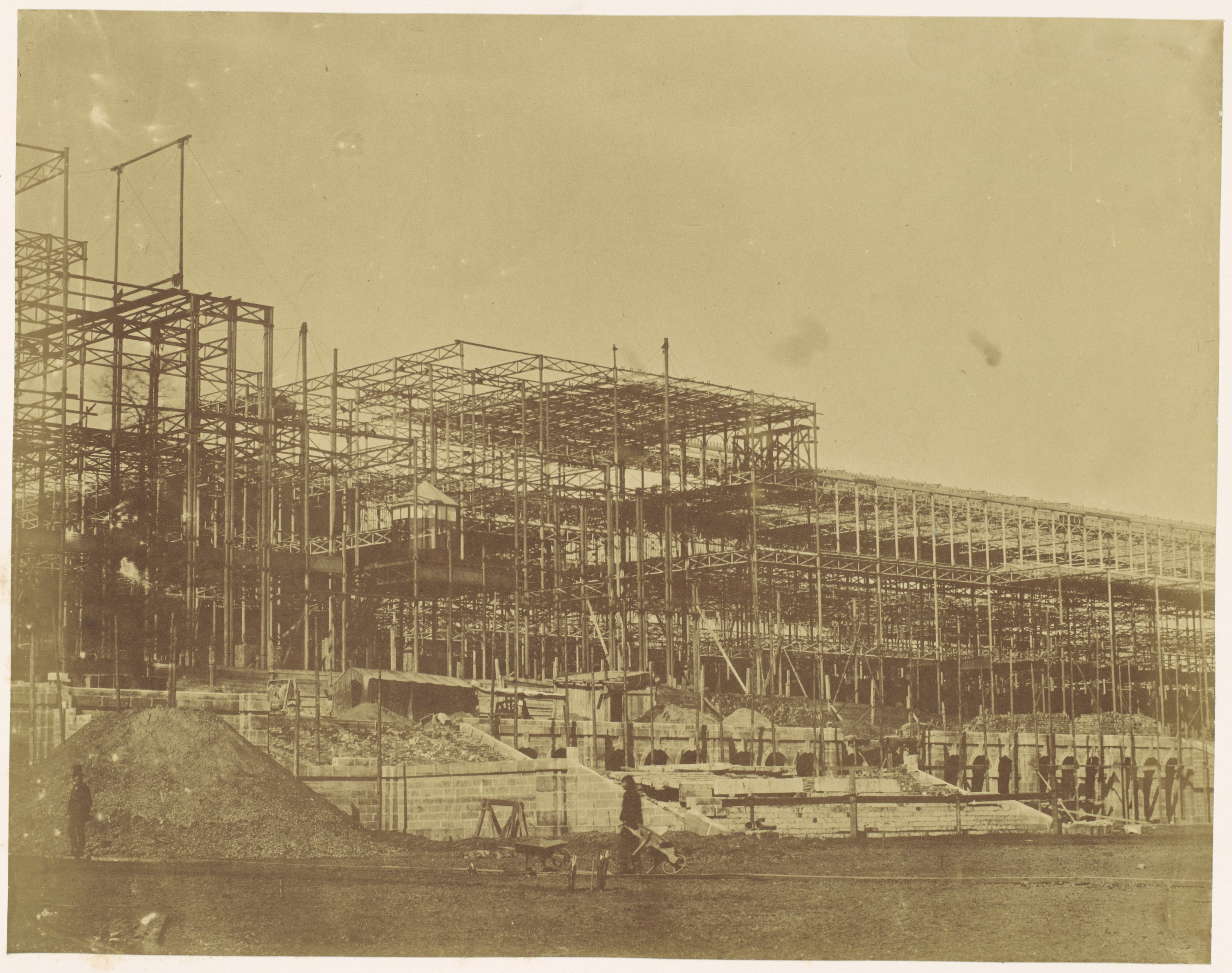
Zahájení stavby u Sydenhamu, 1854
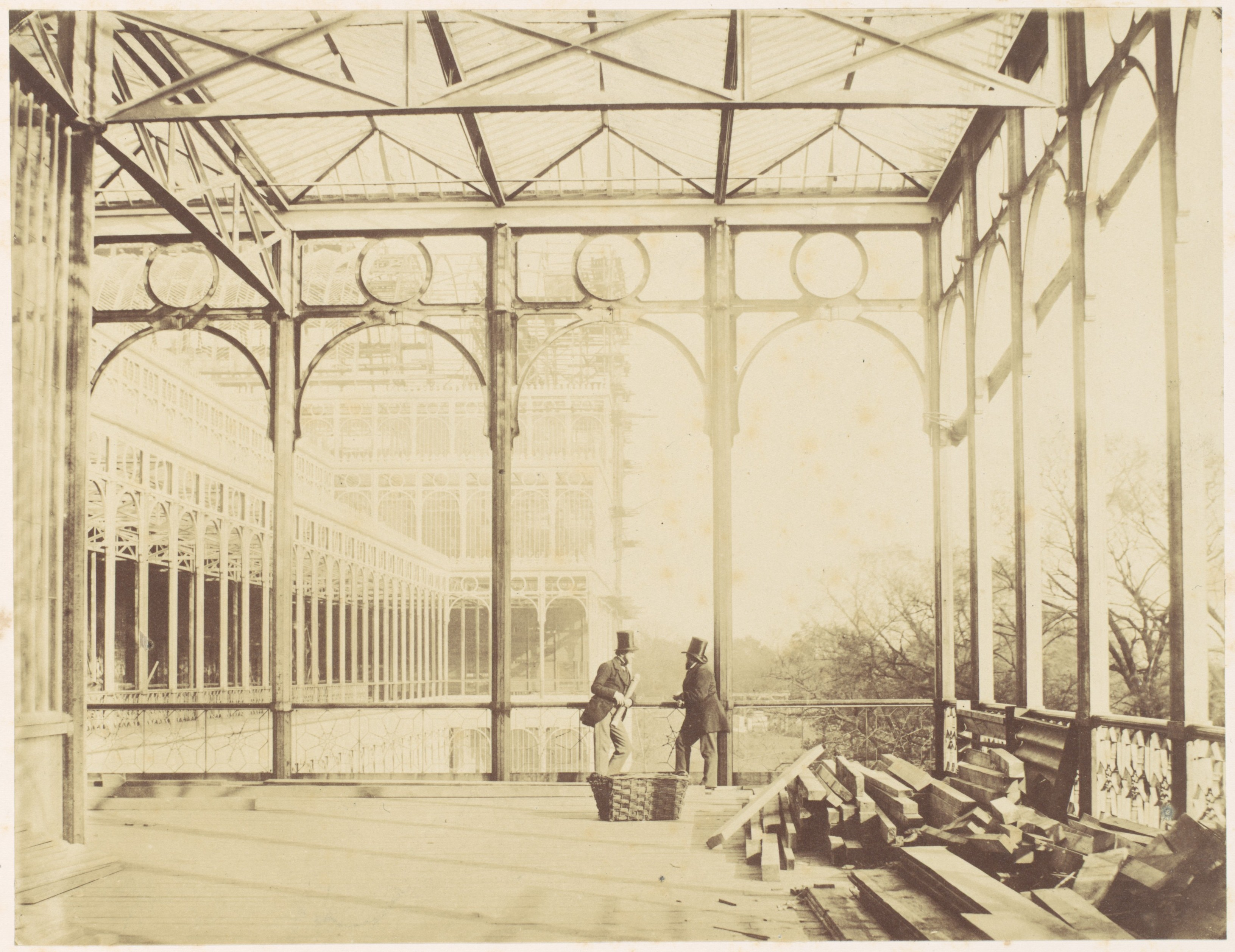
Průběh stavby, 1854
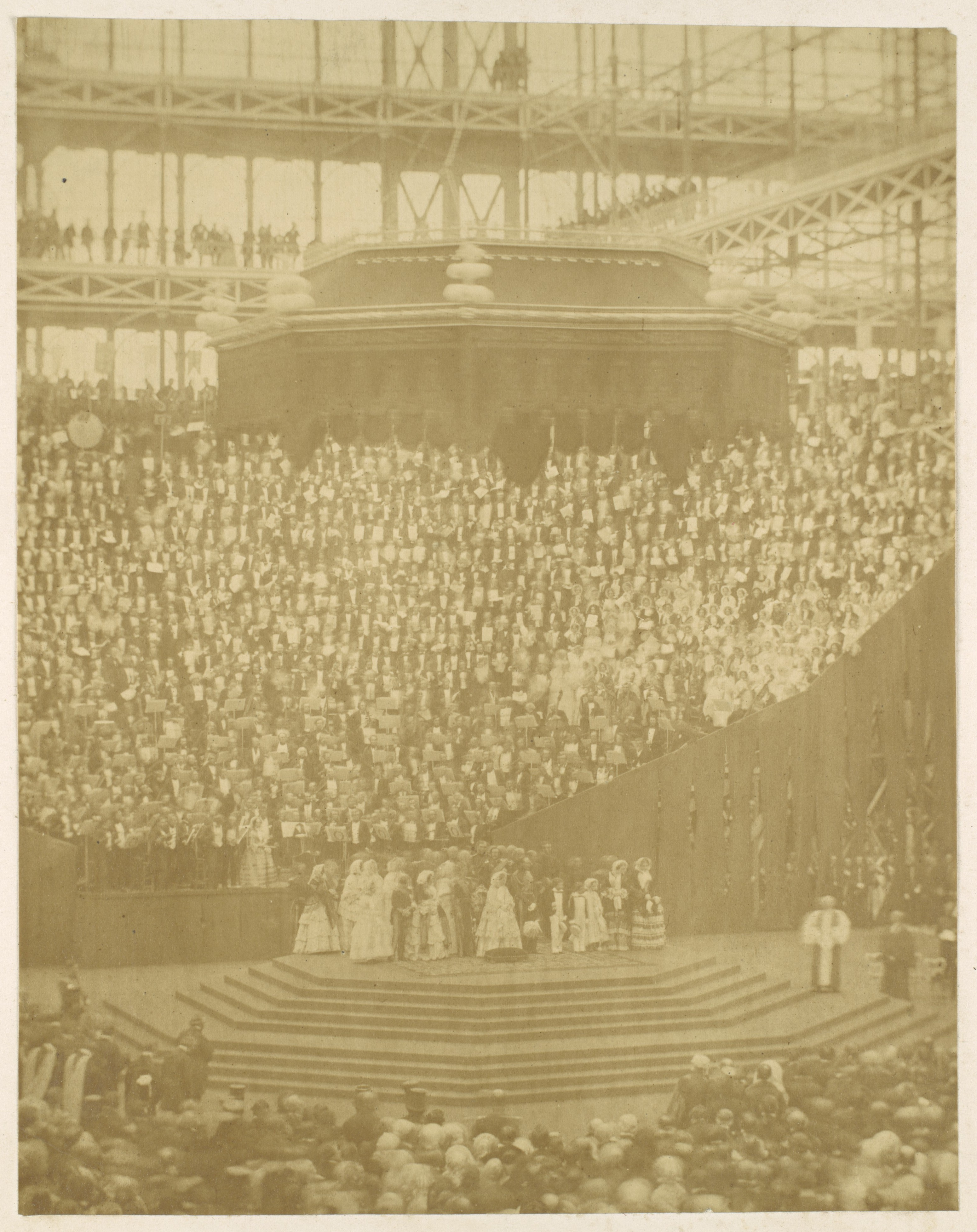
Královna Viktorie se stovkami lidí při slavnostním znovuotevření Paláce v Sydenhamu, 1854
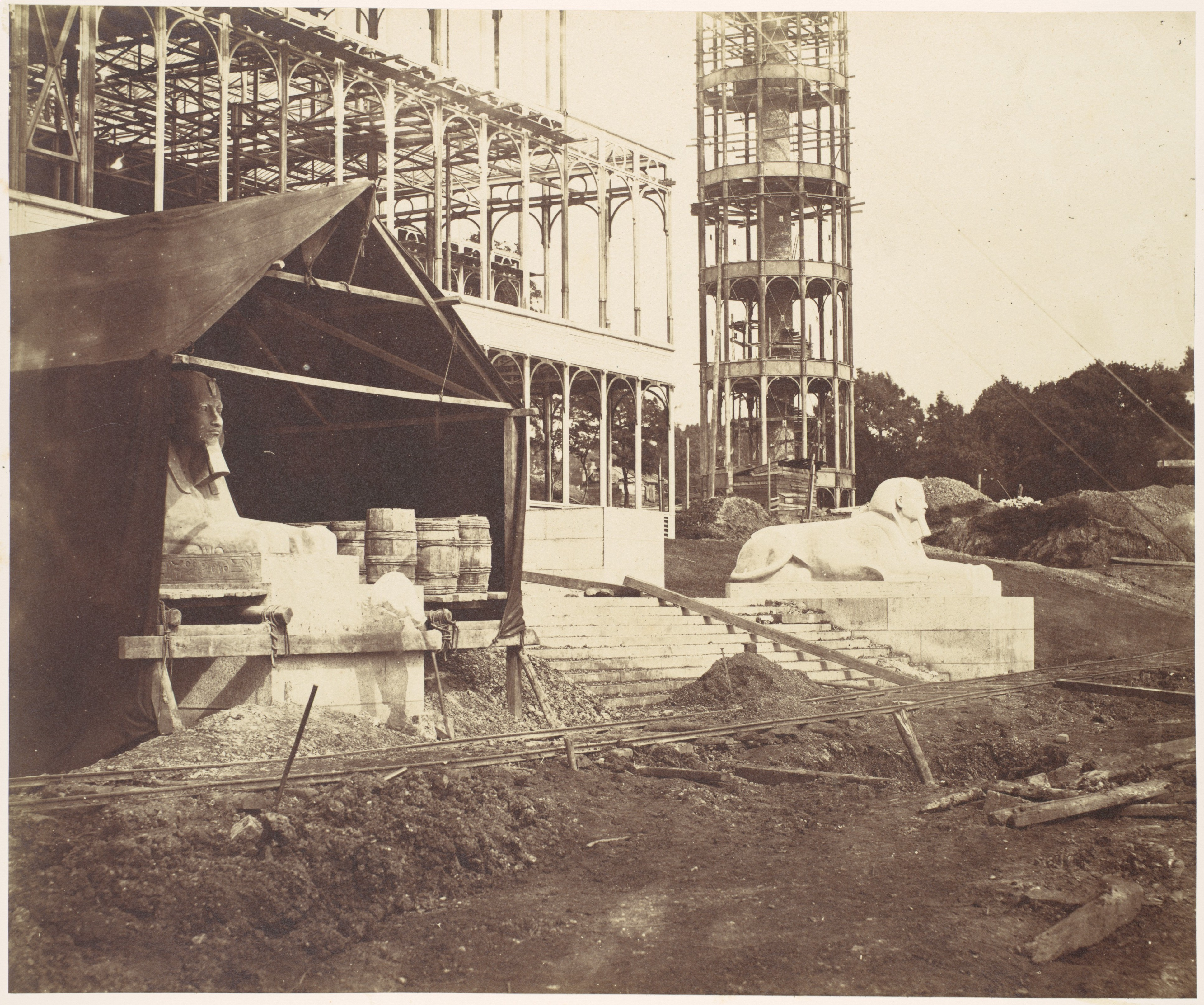
Průběh stavby

## Publikace
- The Practice of Photography. 1853 (Nachdruck: Arno Press, New York 1973, ISBN 0-405-04903-X).
- The Oxymel Process in Photography. 1856 (Philip Henry Delamotte je dostupný ke stažení zdarma na stránkách Internet Archive).
- Photographic Views of the Progress of the Crystal Palace, Sydenham. Se 160 fotografiemi, 1855.